# São Carlos
São Carlos [sɐ̃w̃ ˈkaʁlus] (port. für Heiliger Karl) ist eine Stadt im Bundesstaat São Paulo in Brasilien. Dort leben 254.484 (Stand 2020) Menschen auf einer Fläche von 1137 km².
São Carlos liegt zentral im Bundesstaat São Paulo etwa 230 km von der Stadt São Paulo entfernt. Durch ihre Lage auf einer Höhe von über 856 Metern hat sie ein mildes Klima.

## Geschichte und wirtschaftliche Entwicklung
São Carlos wurde 1857 während des Kaffeebooms von Antônio Carlos de Arruda Botelho gegründet.
Im Umland wird heute statt Kaffee hauptsächlich Zuckerrohr angebaut. Die Stadt selbst beherbergt dagegen Industrieunternehmen, darunter Werke von Volkswagen, Faber-Castell, Electrolux, Tecumseh Products und Husqvarna AB. Die Stadt ist Sitz der Universidade Federal de São Carlos (UFSCar) (Bundesuniversität von São Carlos), zweier Campus der Universität von São Paulo (USP) und weiterer Hochschulen, so dass São Carlos den Charakter einer Studentenstadt hat.

## Religion
Das Christentum ist in der Stadt wie folgt vertreten:

### Römisch-katholische Kirche
Die katholische Kirche in der Gemeinde ist Teil der Bistum São Carlos.

### Protestantische Kirche
In der Stadt gibt es die unterschiedlichsten evangelischen Glaubensrichtungen, hauptsächlich Pfingstler, darunter die brasilianischen Assemblies of God (die größte evangelische Kirche des Landes), die Christliche Kongregationalistische Kirche in Brasilien, und andere.

## Söhne und Töchter der Stadt
- Cândido Rubens Padín (1915–2008), römisch-katholischer Geistlicher, Bischof von Bauru
- Rubens Augusto de Souza Espínola (1928–2017), römisch-katholischer Geistlicher, Bischof von Paranavaí
- Ronald Golias (1929–2005), Schauspieler und Komiker
- Marcos Antônio Tavoni (* 1967), römisch-katholischer Geistlicher, Bischof von Bom Jesus do Gurguéia
- Maurren Higa Maggi (* 1976), Leichtathletin
- Fábio Aurélio (* 1979), Fußballspieler
- Nenê (* 1982), Basketballspieler
- Izabel Goulart (* 1984), Model
- Felipe El Debs (* 1985), Schachspieler
- Daiane Rodrigues (* 1986), Fußballspielerin
- Edgar Bruno da Silva (* 1987), Fußballspieler
- Vivian Segnini (* 1989), Tennisspielerin
- Kauam Bento (* 1993), Dreispringer